# Karsten Hønge
Karsten Hønge, né le 25 septembre 1958 à Nykøbing Mors (Danemark), est un
homme politique danois, membre du Parti populaire socialiste.

## Biographie
Il est élu député au Folketing pour la première fois lors des élections législatives anticipées de novembre 2007. Après le scrutin, il devient le porte-parole de son groupe parlementaire pour les questions de dumping social, d'entreprises et de formation professionnelle.
Candidat à un second mandat lors des élections législatives de 2011, il ne parvient pas à être réélu et devient alors le premier suppléant de son parti dans sa circonscription.
Il est tête de liste pour le Parti populaire socialiste aux élections régionales de 2013 au Danemark du Sud. Sa liste remporte 4,5 % des suffrages et il devient conseiller régional.
En tant que premier suppléant du Parti populaire socialiste dans sa circonscription, il revient siéger comme membre temporaire du Folketing le 28 janvier 2014, en remplacement d'Anne Baastrup. Il critique alors la ligne de son parti et est le premier député du parti à appeler à se retirer de la coalition gouvernementale en raison de la décision de vendre une part de l'entreprise publique d'énergie Dong à la banque d'investissement américaine Goldman Sachs. La décision provoque une lourde crise interne, qui aboutit le 30 janvier à la démission sa présidente, Annette Vilhelmsen, et au départ de la coalition gouvernementale. Son rôle dans la crise lui vaut le surnom de vikaren fra helvede (suppléant de l'enfer).
Baastrup retrouve son siège au Folketing en octobre. Lors des élections législatives de juin 2015, alors que le Parti populaire socialiste perd la moitié de ses sièges, il créé la surprise en remportant plus de voix dans sa circonscription que Annette Vilhelmsen et retrouve un mandat de plein exercice au Folketing. Après le scrutin, il devient le porte-parole de son groupe sur les questions de transports, d'emploi, d'Îles Féroé et de Groenland. En août 2017, il devient également le porte-parole politique de son parti.
En 2019, il est candidat aux élections européennes du 26 mai et aux élections législatives du 5 juin. Il remporte un siège au Parlement européen mais décide de laisser son siège à Kira Marie Peter-Hansen pour se concentrer sur son mandat au Folketing, pour lequel il est réélu,. Après le scrutin, il conserve son rôle de porte-parole politique, et devient également porte-parole pour la politique étrangère.
Il remporte un nouveau mandat lors des élections législatives anticipées de novembre 2022. Après le scrutin, il quitte son rôle de porte-parole politique, mais reste porte-parole pour les affaires étrangères, le Groenland, les Îles Féroé, l'emploi et le marché du travail. Il devient également vice-président du Folketing.